# Machimus antimachus
Machimus antimachus là một loài ruồi trong họ Asilidae. Machimus antimachus được Walker miêu tả năm 1849.